# Ajuga chamaepitys
Ajuga chamaepitys é uma espécie de planta com flor pertencente à família Lamiaceae. 
A autoridade científica da espécie é (L.) Schreb., tendo sido publicada em Plantarum Verticillatarum Unilabiatarum Genera et Species 24. 1774.
Os seus nomes comuns são abiga ou iva-bastarda.

## Portugal
Trata-se de uma espécie presente no território português, nomeadamente em Portugal Continental.
Em termos de naturalidade é nativa da região atrás indicada.

## Protecção
Não se encontra protegida por legislação portuguesa ou da Comunidade Europeia.